# Иностранные рабочие в СССР (1929—1939)

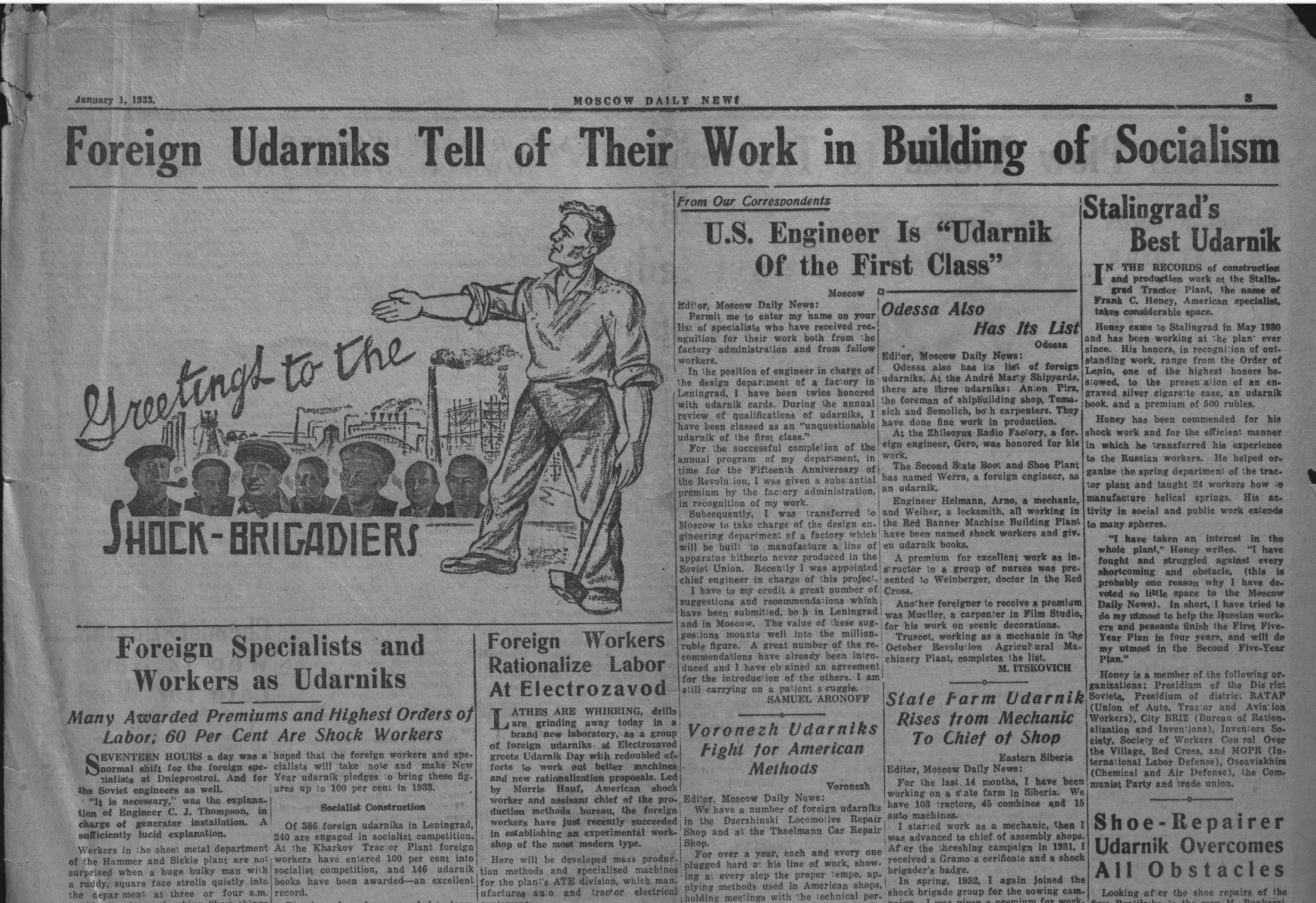
Cтатьи о иностранных «ударниках» в газете Moscow Daily News, январь 1933 года

Поскольку ускоренная индустриализация в СССР, которая осуществлялась с конца 1920-х годов, требовала привлечения в промышленность множества работников, в том числе обладающих определенной квалификацией, и при этом она совпала с глубочайшим мировым экономическим кризисом и массовой безработицей в промышленно развитых странах Запада, то множество иностранных рабочих и технических специалистов прибыли в СССР на заработки. Часть из них стремилась лишь заработать и вернуться на родину, но многие с энтузиазмом воспринимали строительство социализма в СССР, видя в нём светлый образ справедливого будущего (особенно на фоне явного кризиса капиталистической системы на Западе).

## Мероприятия по вербовке иностранных работников
В августе 1930 года заместитель заведующего отделом агитации и массовых кампаний ЦК ВКП(б) А.Я. Шумский писал, что в промышленности СССР были заняты более 2000 иностранных рабочих, а к концу 1930 года должны были прибыть еще 3500 иностранцев. На октябрь 1930 года, по данным ВЦСПС, в СССР работали 2550 рабочих из Германии (без учета членов семей), 1000 рабочих из США, а также около 500 человек из Чехословакии и других стран. 
План приглашения иностранных рабочих по линии ВСНХ СССР на 1930-1931 годы предусматривал привлечение до 12 тысяч иностранных работников. В начале сентября 1931 года начальник сектора кадров Народного комиссариата снабжения СССР А.Л. Гилинский в своей докладной записке в ЦК ВКП(б) писал: «Учитывая конъюнктуру, сложившуюся за границей в связи с обострением безработицы даже среди технической интеллигенции, мы считаем необходимым форсировать вербовку за границей специалистов и рабочих для промышленности». По данным заведующего отделом культуры и пропаганды ЦК ВКП(б) А.И. Стецкого, к 1932 году в СССР было уже более 20 тысяч иностранных рабочих и специалистов. 
В конце 1933 года в СССР трудилось уже около 35 тыс. иностранных работников, из них 65% составляли рабочие, 18% — средний персонал и 17% — инженеры. По некоторым данным, за 1929—1935 годы в СССР прибыло не менее 80 тысяч иностранных рабочих и инженеров, четверть из которых — из США. 
Инструкции уполномоченных ВСНХ СССР по вербовке в Германии и США предусматривали обеспечение проверки только технической квалификации приглашаемых работников, их политические взгляды не проверялись. Коммунистические партии соответствующих стран и находящиеся под их влиянием профсоюзы не привлекались к участию в вербовке. Это в 1929 году даже вызвало протест революционных профсоюзов Чехословакии.
Как сообщалось в отчете 1930 года о германских горнорабочих в Донецком округе, абсолютно никакого внимания не обращалось на нравственный облик рабочих, приглашаемых в СССР. Благодаря этому пришлось иметь дело с совершенно разложившимся люмпен-пролетариатом, который не приехал сюда для работы, но причинил нам большие затруднения, в СССР прибыли рабочие (пекари, сапожники, с.-х. рабочие), которые не имеют абсолютно никакого представления о горных работах. Равным образом они стали выдавать себя за слесарей, электромонтеров и т.д. с тем, чтобы избежать работы в рудниках, так как они не в состоянии справиться с предоставленной им работой, в СССР прибыли рабочие с тяжелыми увечьями после войны, с болезнями желудка, туберкулезом легких, так что в скором времени после медицинского освидетельствовования их пришлось отправить назад в Германию. Также указывалось, что вербовка, главным образом, происходила на обширных собраниях, пропаганда велась на биржах труда вообще с большой шумихой. Несмотря на то, что представитель Союзугля в Германии хорошо знал о жилищном кризисе в СССР и получил указание приглашать на работу в СССР по возможности меньше рабочих с большими семьями, все было сделано как раз наоборот и в СССР поехали рабочие с семьей в 4, 5 или более детей, в некоторых случаях и с грудными ребятами, которые умерли в пути или вскоре по прибытии на Донбасс.

## Основные категории иностранных работников, прибывших в СССР
Тех, кто отправлялся на работу в СССР, можно поделить на четыре основные группы:
- безработные, спасающиеся от последствий экономического кризиса;
- политэмигранты — германские, австрийские, венгерские коммунисты, покидавшие родину из-за политических преследований;
- реэмигранты — бывшие подданные Российской империи, которые эмигрировали (прежде всего в США) до 1917 года, а теперь решили вернуться на родину. Примером такого реэмигранта был каменщик Петр Френкель, устроившийся на работу в 1-й Госстройтрест, который в 1909 году эмигрировал в США, а затем перевез туда жену и двоих детей. Он рассказывал: «Еще в 1918 году я хотел из Америки уехать в Советскую Россию. Вторично я собрался ехать в 1921 году, но неожиданно чахоткой заболела моя жена. Проболела жена два года и умерла от чахотки, оставив меня с тремя детьми. На ее могиле я поставил памятник с такой надписью: “Здесь лежит жертва капитализма — работница Фекла Френкель”».
- специалисты, направляемые в СССР как эксперты по поставляемой иностранными компаниями технике (сравнительно небольшая группа). Например, в 1931 году на строящийся Магнитогорский металлургический комбинат вместе с новым оборудованием прибыло в качестве консультантов около 250 человек.

Некоторые иностранцы прибывали в СССР, нелегально переходя границу (например, граждане Финляндии).  Между 1930 и 1934 годами в СССР прибыло (легально и нелегально) от 12 до 15 тысяч финнов.

## Условия жизни и работы иностранных работников в СССР
С наиболее ценными иностранными специалистами еще перед отправкой в СССР заключался двух- или трехлетний контракт, в котором указывалась заработная плата (половина — в рублях, половина — в иностранной валюте), оговаривались жилищные условия, нормы снабжения и т. д. Им приобретались билеты на проезд до места работы. К каждой сформированной группе специалистов прикреплялся переводчик. В СССР иностранных работников поселяли в гостиницах, в специально возведенных домах, составлявших так называемые колонии, либо в рабочих бараках. На предприятиях из них чаще всего формировали отдельные бригады..
В СССР в этот период существовал острый товарный дефицит (в том числе продуктов питания), поэтому очень важным был вопрос снабжения иностранных работников всем необходимым. До 1935 года иностранные работники прибывавшие в СССР по индивидуальному контракту, ставились на специальный учет и прикреплялись к специальному распределителю. Как сообщает историк Вера Павлова, согласно нормативам снабжения, принятым весной 1931 года, иностранные специалисты могли получать в месяц «9 кг мяса, 6 кг свежей рыбы, 6 кг крупы, 4 кг сахара, 4 кг растительного и животного масла и прочие продукты. На каждого члена семьи выдавались продукты практически в том же объеме, за исключением норм на мясо — 5 кг, рыбу — 4 кг, масло и крупу — по 1 кг». 
Но не все иностранные работники были в таком положении. Как вспоминал американский сварщик Джон Скотт, работавший на строительстве Магнитогорского комбината, он жил в бараке, в одной комнате с русским сварщиком Николаем и свой паек делил с ним поровну. «У меня была карточка в магазин для рабочих, и я довольствовался бы этим и дальше, если бы не Коля, настоявший на том, чтобы я пошел и получил книжечку Инснаба — знаменитого сказочного магазина для иностранцев. Коля мне это устроил, хотя в соответствии с буквой закона мне не полагалось им пользоваться, так как я приехал в Советский Союз не по контракту с “Амторгом”, а по собственному желанию. Для меня труднее всего было добраться до Инснаба, чтобы что-нибудь купить. Обычно я приходил туда очень поздно и обнаруживал, что магазин уже закрыт».
Когда к 1935 году продовольственная ситуация в СССР несколько улучшилась, то иностранные работники стали приобретать продукты на общих основаниях.

## Дальнейшая судьба иностранных работников, прибывших в СССР
После 1935 года большинство иностранных работников вернулось из СССР на родину. Но часть из них осталась в СССР. Так, в 1934 году на Магнитогорском комбинате 80 иностранных рабочих получили советское гражданство (при этом на комбинате было всего примерно 200 иностранных работников, с членами семей — более 350 человек). Некоторые иностранные специалисты вступали в ВКП (б). Многие женились на русских девушках.
В 1937-38 годах многие иностранные работники, оставшиеся в СССР, стали жертвами Большого террора. Бывший сотрудник НКВД в Челябинской области Павел Куликов вспоминал: «Дело с арестом финляндских перебежчиков доходило до казуса, т.к. точного учета перебежчиков в 3-м отделе [НКВД] не было, работники не знали, где живут и работают перебежчики, а так как финны были в большинстве мозаичники, маляры, белильщики, ходили по городу с работы на работу в спецодежде, с кистями, их по этому признаку задерживали на улицах города курсанты и доставляли в УНКВД». После массовых репрессий на свободе в СССР осталась лишь небольшая часть иностранцев из тех, что прибыли в страну в 1929—1935 годах.